# 這個世界土崩瓦解了
这个世界土崩瓦解了（英語︰Things Fall Apart）是奈及利亞作家奇努阿·阿切贝的處女作，在1958年首次出版，描寫了19世紀末尼日利亞東南部前殖民時代的生活，和在瓜分非洲後歐洲人及文化入侵的情形。此小說被視為是現代英文非洲小說的典型，也是第一本獲得全球好評、由非洲人書寫的非洲文學。《这个世界土崩瓦解了》是非洲各學校的必看書籍，在全世界英語系國家中也是許多人閱讀及研究的主題。此小說在1958年在英國由威廉·海涅曼有限公司初版，也是此出版社非洲作家系列的第一本。
書的描寫主角奧孔科（Okonkwo）的一生，他是伊博族人，也是Umuofia（奈及利亞虛構部落）裡的首領及摔跤選手。小說分為三部份，第一部描述他的家庭、個人生活，以及伊博族的習俗及文化，第二部份及第三部份則寫到歐洲殖民主義和基督教文化入侵下，對奧孔科、他的家庭及整個伊博族社區的影響。小說詳細描述了大英帝国統治下的尼日利亞，以及基督教文化與當地土著文化不可調和的衝突，最終導致了伊博族的傳統社會結構及文化都「土崩瓦解」，也道出當時整個非洲也是處於這種情況下的悲劇。
奇努阿·阿切贝在該書之後，又寫了一系列的小說，《紛擾不息》（1960年）、《神箭》（1964年）。阿切贝認為他較晚的二本小說《人民公僕》（1966年）及《荒原蟻丘》（1987年），雖然描述的不是奧孔科的後代，但接續著前幾本小說描述非洲的歷史，屬於精神续作。

## 背景
《这个世界土崩瓦解了》的英文書名是源自威廉·巴特勒·叶芝的詩《二度降臨》。
小說中大部份的內容都發生在虛構的Iguedo村莊，在Umuofia部族內。Umuofia位在真實城市奧尼查的西邊，在奈及利亞尼日尔河的東岸。小說的情節是從1890年代開始。其中描述伊博族的文化，類似阿切貝的出生地Ogidi，當地的伊博族人住在許多獨立的村莊內，由各村的長者統治。小說中的習俗類似真實Onitsha人的習俗，這些人住在Ogidi附近，阿切貝也熟悉他們的習俗。
阿切貝出生於1930年，當時英國人已來到非洲四十年，宣教士在當地有穩固的基礎。阿切貝生活在英國文化中，但拒絕將其伊博族的名字Chinua改為愛伯特。阿切貝的父親是Ogidi最早相信基督教的那群人之一，約是在二十世紀初。阿切貝是孤兒，從小是被祖父扶養長大，阿切貝的祖父沒有反對阿切貝相信基督教，而在他的住處慶祝阿切貝的基督教式婚禮。

## 文學重要性
《这个世界土崩瓦解了》被視為非洲文學的里程碑，至今它已被視為典型的現代非洲英語小說，在尼日利亞和整個非洲都有很大的影響力。 小說在歐洲、印度和北美都得到了廣泛的研究，在澳大利亞和大洋洲取得了類似的地位和聲譽。作為阿契貝的代表作，它在全球的銷量已超過 2000 萬冊。 《時代》雜誌將這部小說列入《時代》雜誌 1923 年至 2005 年的 100 部最佳英文小說。該小說已被翻譯成 50 多種語言，經常被用於世界各地的文學、世界歷史、後殖民主義和非洲研究課程。
這部小說使阿切貝被認為是非洲身份認同、民族主義和非殖民化的重要小說家。他的小說主要關注點是文化歧義和爭論， 《这个世界土崩瓦解了》等小說的複雜性取決於阿契貝將相互競爭的文化體系及其語言帶入同一水平的表現、對話和爭論的能力。文學評論家稱讚了阿切貝的中立敘述，並將《这个世界土崩瓦解了》描述為一部現實主義小說，集中批判小說的社會政治文化方面，包括伊博族人在面對西方政府和基督教的侵擾和壓倒性存在時發生的摩擦。作家歐內斯特·艾門優奴 (Ernest Emenyonu)評論說：「《这个世界土崩瓦解了》 是一部關於跨文化誤解及其對全人類造成的後果的經典研究著作，當一種好戰的文化或文明出於純粹的傲慢和種族中心主義(這裡指的是歐洲殖民主義和基督教文化)，入侵另一個國家文化及文明時，所產生的悲劇將會是無可避免。 」

## 延伸閱讀
- Achebe, Chinua. Things Fall Apart. New York: Anchor Books, 1994. ISBN 0385474547
- Baldwin, Gordon. Strange Peoples and Stranger Customs. New York: W. W. Norton and Company Inc, 1967.
- Booker, M. Keith. The Chinua Achebe Encyclopedia. Westport, Conn.: Greenwood Press, 2003. ISBN 978-0-325-07063-6
- Booker, M. Keith. Things Fall Apart, by Chinua Achebe [Critical Insights]. Pasadena, Calif: Salem Press, 2011. ISBN 978-1-58765-711-5
- 奇努阿·阿切贝. . 重慶出版社. ISBN 9787229002626 （中文（简体））.
- 奇努阿·阿切贝. . 遠流出版社. ISBN 9789573275367 （中文（繁體））.
- . BBC News. 2019-11-05  [2019-11-10]. （原始内容存档于2020-11-03）. The reveal kickstarts the BBC's year-long celebration of literature.

## 外部連結
- Chinua Achebe discusses Things Fall Apart （页面存档备份，存于） on the BBC World Book Club
- Teacher's Guide （页面存档备份，存于） at Random House
- A "New English" in Chinua Achebe’s Things Fall Apart （页面存档备份，存于）